# Svenska mästerskapet i bandy 1926
Svenska mästerskapet i bandy 1926 avgjordes genom att Västerås SK vann mot IK Sirius med 4-1 i finalmatchen på Stockholms stadion den 21 februari 1926.

## Förlopp
IF Linnéa lämnade in en protest mot att IK Göta använt en avbytare för en skadad spelare i förlängningen av kvartsfinalen. Först godkände Svenska Bandyförbundet protesten, men ändrade sig sedan några dagar senare, varpå resultatet kvarstod.

## Matcher

### Kvartsfinaler
- 17 januari 1926: IK Sirius-IF Vesta 9-0
- 24 januari 1926: Djurgårdens IF-Nacka SK 4-2
- 17 januari 1926: Västerås SK-Järva IS 4-1
- 24 januari 1926: IK Göta-IF Linnéa 4-4, 5-4 efter förlängning

### Semifinaler
- 1 februari 1926: IK Sirius-Djurgårdens IF 2-0
- 31 januari 1926: IK Göta-Västerås SK 2-5

### Final
- 21 februari 1926: Västerås SK-IK Sirius 1-0 (Stockholms stadion)

## Svenska mästarna
Mall:Västerås SK Bandy 1926

### Fotnoter
1. ↑  Erik Jonsson. ”1920–1929”. Svenska Bandyförbundet. https://www.svenskbandy.se/BANDYFINALEN/HISTORIK/Svenskamastare/Herrar/1920-1929/. Läst 20 mars 2020.
2. ↑  ”Västerås Sportklubbs SM-finaler i bandy”. VSK Forum. http://www.vskforum.com/vsk.nu/SM-finallag.html. Läst 21 juli 2011.
3. ↑  ”Bandy”. Svenska Dagbladets årsbok. 21 februari 1926. https://runeberg.org/svda/1926/0207.html. Läst 6 juni 2011.
4. ↑  ”Bandy”. Svenska Dagbladets årsbok. 21 februari 1926. https://runeberg.org/svda/1926/0208.html. Läst 6 juni 2011.